# 刘以安
刘以安（1959年1月—），男，江苏建湖人，中国政治人物。曾任南京市人民政府常务副市长、南京市政协主席。第十三届全国政协委员。

## 生平
1976年3月在江苏省建湖县橡胶厂参加工作。1978年至1982年，在南京航空学院飞机系学习，毕业后在五一三厂参加工作。1986年进入中共南京市委组织部工作，2000年升任副部长。2003年4月任中共高淳县委书记，2007年1月当选高淳县人大常委会主任。2008年，任中共南京市委秘书长、办公厅主任、市级机关工委书记。2011年，任南京青奥会组委会常务副秘书长，亚青会组委会副主席、秘书长。2013年6月27日，任南京市人民政府副市长。
2018年1月24日，当选中国人民政治协商会议南京市第十四届委员会主席。2022年4月9日，因年龄原因不再担任主席职务。

## 社会兼职
- 中国人民政协理论研究会理事